# Orasema nigra
Orasema nigra är en stekelart som beskrevs av John M. Heraty 1994. Orasema nigra ingår i släktet Orasema och familjen Eucharitidae.
Artens utbredningsområde är Uganda. Inga underarter finns listade i Catalogue of Life.